# 피치 그룹
피치 그룹(영어: Fitch Group, Fitch, Inc.) 또는 피치 레이팅스 주식회사(영어: Fitch Ratings, Inc.)는 미국 뉴욕 시와 영국 런던에 이중 본사를 두고 있는 국제신용평가기관이다. 무디스, 스탠더드 앤드 푸어스와 함께 세계 3대 신용평가 기관으로 불리고 있으며, 이 신용평가 기관들과 A.M. 베스트 및 도미니언 본드 레이팅서비스는 미국 국가공인통계평가기관(NRSRO)로 지정되어 있다.
1914년 12월 24일 존 놀스 피치(John Knowles Fitch)가 뉴욕 시에서 피치 퍼블리싱 컴퍼니(Fitch Publishing Company)라는 이름으로 출발시켰고, 1997년 영국 런던의 IBCA 유한회사와 합병되었으며, 프랑스 파리의 지주회사인 Fimalac가 과반 이상의 주식을 보유하고 있다. 2000년에는 일리노이주 시카고의 Duff & Phelps Credit Rating Co.와 Thomson BankWatch를 인수하였다. 피치는 낮은 시장 점유율을 차지하고 규모가 작으나, 여러 인수를 통해 성장해왔다.

## 신용등급 정의
| 투자 적합 여부 | 순위 | 등급 | 신용상태                                          | 비고              |
| -------------- | ---- | ---- | ------------------------------------------------- | ----------------- |
| 적합           | 1    | AAA  | 최우수                                            |                   |
| 적합           | 2    | AA   | 우수                                              |                   |
| 적합           | 3    | A    | 투자 위험 낮음                                    |                   |
| 적합           | 4    | BBB  | 적절                                              |                   |
| 주의           | 5    | BB   | 투자 가능성 존재                                  |                   |
| 주의           | 6    | B    | 투자 위험 상존                                    |                   |
| 주의           | 7    | CCC  | 상환불능 가능성 존재                              |                   |
| 부적합         | 8    | CC   | 파산 가능성 높음                                  |                   |
| 부적합         | 9    | C    | 파산 상태 임박                                    |                   |
| 부적합         | 10   | DDD  | 파산 상태 직면 90~100% 원금&이자 상환 가능        | 파산상태 (디폴트) |
| 부적합         | 11   | DD   | 파산 일부 직전 50~90% 원금&이자 일부 상환 가능    | 파산상태 (디폴트) |
| 부적합         | 12   | D    | 완전 파산 상태 원금은커녕 이자 상환도 거의 불가능 | 파산상태 (디폴트) |

| 투자 적합 여부 | 순위 | 등급 | 신용상태       |
| -------------- | ---- | ---- | -------------- |
| 적합           | 1    | F1   | 최상           |
| 적합           | 2    | F2   | 우수           |
| 적합           | 3    | F3   | 적절           |
| 주의           | 4    | B    | 주의           |
| 주의           | 5    | C    | 파산 위험 존재 |
| 부적합         | 6    | D    | 완전파산       |

## 같이 보기
세계 3대 신용평가 기관
- 무디스
- 스탠더드 앤드 푸어스